# Орден Луїзи

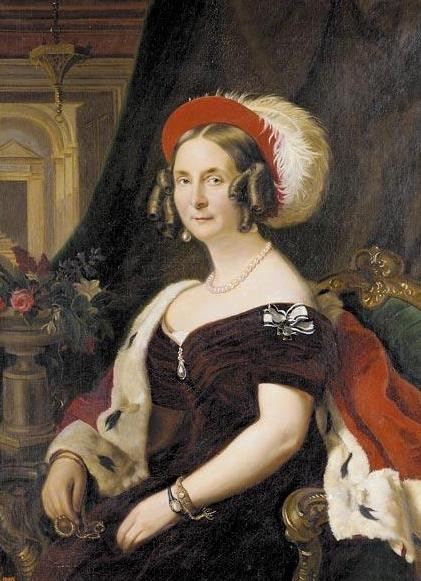
Племінниця королеви Луїзи Фредеріка Вільгельміна Прусська з орденом Луїзи на лівій частині грудей

Орден Луїзи (нім. Luisenorden) — жіночий орден, вища нагорода Королівства Пруссія. Заснований 3 серпня 1814 року королем Фрідріхом-Вільгельмом III під час визвольної війни проти Наполеона в пам'ять про померлу у 1810 році дружину, королеву Луїзу. Орден був призначений для нагородження всіх жінок — будь-якого соціального статусу, національності та віри — за заслуги перед Пруссією у сфері гуманітарної та благодійної діяльності.
Спочатку нагорода мала один клас. Знаком ордену був золотий хрест, покритий чорною емаллю. На блакитному щиті була зображена монограма L. На зворотньому боці перших орденів вказувались дати 1813-1814. Кількість кавалерок ордену, які неодмінно повинні були мати прусське громадянство, була обмеженою й не перевищувала 100. Орден кріпився до стрічки білого кольору з чорними обідками, яку належало носити на грудях ліворуч. Нехристиянки отримували замість хреста золоту медаль з тим же самим медальйоном посередині, що і на лицьовій стороні хреста.
Орден був оновлений у 1850 році за короля Фрідріха-Вільгельма IV, у 1865 році за Вільгельма I та у 1890 році за Вільгельма II.
30 жовтня 1865 року король Вільгельм I розділив орден на два класи: золотий та срібний, який був менший за розміром і не був покритий емаллю.

## Див.також
- Жіночі нагороди